# Henryk Pietras
Henryk Pietras (ur. 23 września 1954 w Dębieńsku) – jezuita, patrolog, bizantynolog, profesor nauk teologicznych, dyrektor Wydawnictwa WAM (1992–2010), rektor Akademii Ignatianum w Krakowie (2010–2014).

## Życiorys
Do zakonu jezuitów wstąpił 31 sierpnia 1973 w Starej Wsi. Studiował filozofię w Krakowie (Wydz. Fil. TJ, 1975–77) i teologię w Warszawie (Bobolanum, 1977–80). Święcenia kapłańskie przyjął 31 lipca 1980. Studia patrologiczne kontynuował w Rzymie (Augustinianum, 1980–85), gdzie uzyskał doktorat (L'amore in Origene). Habilitował się w roku 1990 (Jedność Boga, jedność świata i jedność Kościoła). Był delegatem na 34. Kongregację Generalną Jezuitów (1995).
Kierownik Katedry Historii Kultury Chrześcijańskiej w Akademii „Ignatianum” w Krakowie, rektor tej uczelni w latach 2010–2014, wykładowca patrologii na Papieskim Wydziale Teologicznym Sekcji „Bobolanum” w Warszawie, i na Papieskim Uniwersytecie Gregoriańskim w Rzymie. W latach 1992–2010 dyrektor Wydawnictwa WAM w Krakowie. Autor wielu publikacji z zakresu chrześcijaństwa antycznego, patrologii. Zajmuje się początkiem kultury chrześcijańskiej (I–V wiek) oraz zebraniem, opracowaniem i wydaniem (w językach oryginalnych i w polskim tłumaczeniu) dokumentów synodalnych, kanonów i ksiąg penitencjalnych starożytnego Kościoła. W kadencji 2011–2015 członek Komitetu Nauk Teologicznych Polskiej Akademii Nauk. Zasiada też w Komisji Bizantynologicznej PAN. Inicjator serii wydawniczych: Źródła Myśli Teologicznej,  Wielcy Ludzie Kościoła.

## Publikacje
- By nie milczeć o Bogu, Kraków: Wydawnictwo Maszachaba, 1991.
- Orygenes, O zasadach, z jęz. łac. i grec. przeł. i oprac. Stanisław Kalinkowski, fragm. "Filokalii" tł. Katarzyna Augustyniak, wprowadzenie Henryk Pietras, Kraków: Wydawnictwo WAM 1996.
- Orygenes, Korespondencja, Wydawnictwo WAM Kraków 1997. Źródła Myśli Teologicznej 6.
- Początki teologii Kościoła, Kraków: Wydawnictwo WAM 2000.
- Orygenes, Wydawnictwo WAM Kraków 2001.
- (opr. wraz z A. Baronem), Dokumenty Soborów Powszechnych,  t. 1: (325-787),  ŹMT 24, Wydawnictwo WAM Kraków 2001.
- (opr. z A. Baronem), Dokumenty Soborów Powszechnych, t. 2, Kraków: Wydawnictwo WAM 2002.
- (opr. z A. Baronem), Dokumenty Soborów Powszechnych, t. 3, Kraków: Wydawnictwo WAM 2003.
- (opr. z A. Baronem), Dokumenty Soborów Powszechnych, t. 4, Kraków: Wydawnictwo WAM 2004.
- (opr. z A. Baronem), Acta synodalia (Ann. 50-381), Synodi et Collectiones Legum, vol. I, Kraków: Wydawnictwo WAM 2006.
- (opr. z A. Baronem) Konstytucje Apostolskie, Synodi et Collectiones Legum, vol. II, Kraków: Wydawnictwo WAM 2007.
- Eschatologia Kościoła pierwszych czterech wieków, Kraków:  Wydawnictwo WAM 2007.
- Początki teologii Kościoła, wyd. 2 uzupełnione, Kraków: Wydawnictwo WAM 2007.
- (z A. Baronem) Canones Patrum Graecorum, Synodi et Collectiones Legum, vol. III, Kraków: Wydawnictwo WAM 2009.
- (opr. z A. Baronem) Acta synodalia (Ann. 381-431), Synodi et Collectiones Legum, vol. IV, Wydawnictwo WAM 2010.
- (opr. z Moniką Ożóg) Hieronim ze Strydonu, Listy 1 (1-50), tekst łaciński i polski, ŹMT 54, WAM 2010.
- (opr. z Moniką Ożóg) Hieronim ze Strydonu, Listy 2 (51-79), tekst łaciński i polski, ŹMT 55, WAM 2010.
- Sobór Nicejski (325). Kontekst religijny i polityczny, dokumenty, komentarze, Kraków: Wydawnictwo WAM 2013. ISBN 978-83-77670-25-5; wyd. II, popr. i uzup., 2025. ISBN 978-83-277-3964-3
- Herezje, Wydawnictwo WAM Kraków 2019.